# ブレバード郡 (フロリダ州)
ブレバード郡（英: Brevard County）は、アメリカ合衆国フロリダ州のフロリダ半島大西洋岸に位置する郡である。人口は60万6612人（2020年）。郡庁所在地はタイタスビルであり、同郡で人口最大の都市はパームベイである。郡内にケネディ宇宙センターがあることからスペースコースト（宇宙海岸）とも呼ばれている。カウントダウンが行われる所なので、電話の市外局番は321と指定されている。
公式の郡庁所在地はタイタスビル市だが、郡の管理の大半は郡の中心に近い国勢調査指定地域ビエラから行われている。南北に長いために郡庁舎と保安官事務所は複数ある。よって郡政府のサービスは国内の他の郡のように1か所に集中されていない。
ブレバード郡はその全体でパームベイ・メルボルン・タイタスビル大都市圏を構成している。この大都市圏はアメリカ合衆国行政管理予算局が定義し、アメリカ合衆国国勢調査局などの機関が統計目的に利用している。パームベイ市、メルボルン市、タイタスビル市がこの大都市圏の主要都市に指定されている。最初に都市圏に指定されたのは1973年であり、パームベイ・タイタスビル・ココア大都市統計地域と呼ばれた。1983年にココア市が外され、メルボルン市が主要都市に追加されて、メルボルン・タイタスビル・パームベイ大都市統計地域となり、2003年に現在の名称になった。

## 歴史

### 先コロンブス期
ブレバード郡となった地域に最初のパレオ・インディアンが入ってきたのは1万2千年から1万年前のことだった。パレオ・インディアンは小集団で生活する半遊牧民だった。当時地球は最終氷期に向かっていて、気候は現在と大きく異なっており、現在のイギリスに近いものだった。当時は海岸でもなかった可能性がある。フロリダ半島は約100マイル (160 km) 広く、インディアン川は乾燥地の単なる低地に過ぎなかった。
数千年後、おそらく紀元前3000年頃、フロリダ半島はその形、気候、動物相、植物相において現在のものに近くなった。
その頃、古期インディアンと呼ばれる新しい集団が入ってきた。彼らはおもに漁労を営み、パレオ・インディアンの特徴である狩猟採集型の生活とは異なっていた。

### スペイン統治時代からフロリダ州の成立まで
1513年、フアン・ポンセ・デ・レオンがメルボルン海浜近くの岸に着いたとき、この地域ではアイス族とティムクア族が支配的な部族だった。地域には約1万人のインディアンがいた。
1601年、スペイン国王がフロリダの地図を発注し、マイアミに砦を建設したいという願望を示した。この地図では、ブレバード郡となった地域を「アイスの地方」と表示しており、これは当時特別な部族支配の地域を表し、部族長からその名前を採るのが通常の方法だったからだった 。
後の1605年、セントオーガスティンから「アイスの地方」へ、アルバロ・メヒアがアイス族に対する外交的任務で派遣された。メヒアはアイス族の部族長と「友好期間」を設定し、地域の色刷り地図を作製した。
この地域は蚊に悩まされ、インディアンから攻撃を受ける恐れもあったので、ヨーロッパ人による恒久的な開拓地ができないままになっていた。スペインは間歇的に地域に入って来ていた。1763年、スペイン人が地元民をキューバに移し、ヨーロッパ由来の疫病を生き残ったインディアン80人が残るだけになっていた。この年のパリ条約で、スペインは短期間だが、地域の支配権をイギリスに渡した。北のジョージアや両カロライナにいたクリーク族インディアンがこの間隙を素早く埋めた。これらインディアンはセミノール族と呼ばれるようになった。その活動は間歇的であり、恒久的なものではなかった。
1821年、スペインはフロリダの支配権を再度放棄し、アメリカ合衆国に譲渡した。1837年、インディアン川の東岸、メリットアイランドの細い帯状地にアン砦が設立された。ヘルナンデス・カプロン・トレイルを建設しているとき、ジョセフ・ヘルナンデス将軍とその民兵隊が現在のミムズ近くで宿営した。この開拓地は短命であり、その後まもなく放棄された。

### 州昇格から1900年
1845年、フロリダがアメリカ合衆国27番目の州に昇格した。19世紀にブレバード郡が成立した過程はもっと複雑だった。フロリダ州は郡の名称と境界を頻繁に変更していた。1844年にモスキート郡（現在のオレンジ郡）からセントルシア郡が分離し、設立された。1855年セントルシア郡はブレバード郡と改名されたが、このブレバード郡には現在のブレバード郡の領域をほとんど含んでいなかった。メルボルンより北にある現在のブレバード郡の領域は、ボルーシャ郡かオレンジ郡に入っていた。1856年、ブレバード郡は西のポーク郡や南海岸のブロワード郡まで広げられた。19世紀のブレワード郡の歴史を複雑にしているのは、初期の郡庁所在地がセントルーシーにあったことだった。セントルーシーは元の郡名からその名を採っており、最終的に1905年にはその地域が新郡であるセントルーシー郡に分かれた。ブレバード郡の領域は次第に北に動き、一方西部は削られた。南の現在ブロワード郡とパームビーチ郡となっている領域はデイド郡に渡され、西部はポーク郡とオセオラ郡となり、一方で北のボルーシャ郡とオレンジ郡の一部がブレバード郡に入って、現在の郡庁所在地タイタスビルも入ってきた。その後、セントルーシー郡を作るために南部が切り離され、そこはマーティン郡とインディアンリバー郡になった。
現在のブレバード郡で最初の恒久的開拓地は1848年にケープ・カナベラル近くに造られた。灯台が建設された後で、数家族が移って来て、小さいが安定した開拓地が生まれた。セミノール族インディアンからの攻撃可能性は次第に小さくなり、人々はインディアン川周辺の地域に入ってくるようになった。1850年代、サンドポイントで発展した小さな集落が後にタイタスビルの町になった。フロリダの他地域とは異なり、ブレバード郡には南北戦争もほとんど影響せず、地域内での開拓者の動きを鈍化させる以上のものにはならなかった。
1880年代までにインディアン川沿いにあった町としては、メルボルン、オーガリー、タイタスビル、ロックリッジ、ココアがあった。フロリダの内陸の町とは異なり、これらの町は道路に頼る必要が無かった。主な交通手段は水路によっていた。1877年、パイオニア号が地域に入って来て、商業用蒸気船による輸送が現実のものになった。
ヘンリー・フラグラーのフロリダ東海岸鉄道が地域に伸びてきて、最初の不動産ブームが起こった。鉄道は1886年にタイタスビル、1894年にメルボルンに到達した。この鉄道により、開拓地が増加し、最初の観光客も訪れた。

### 20世紀から現在

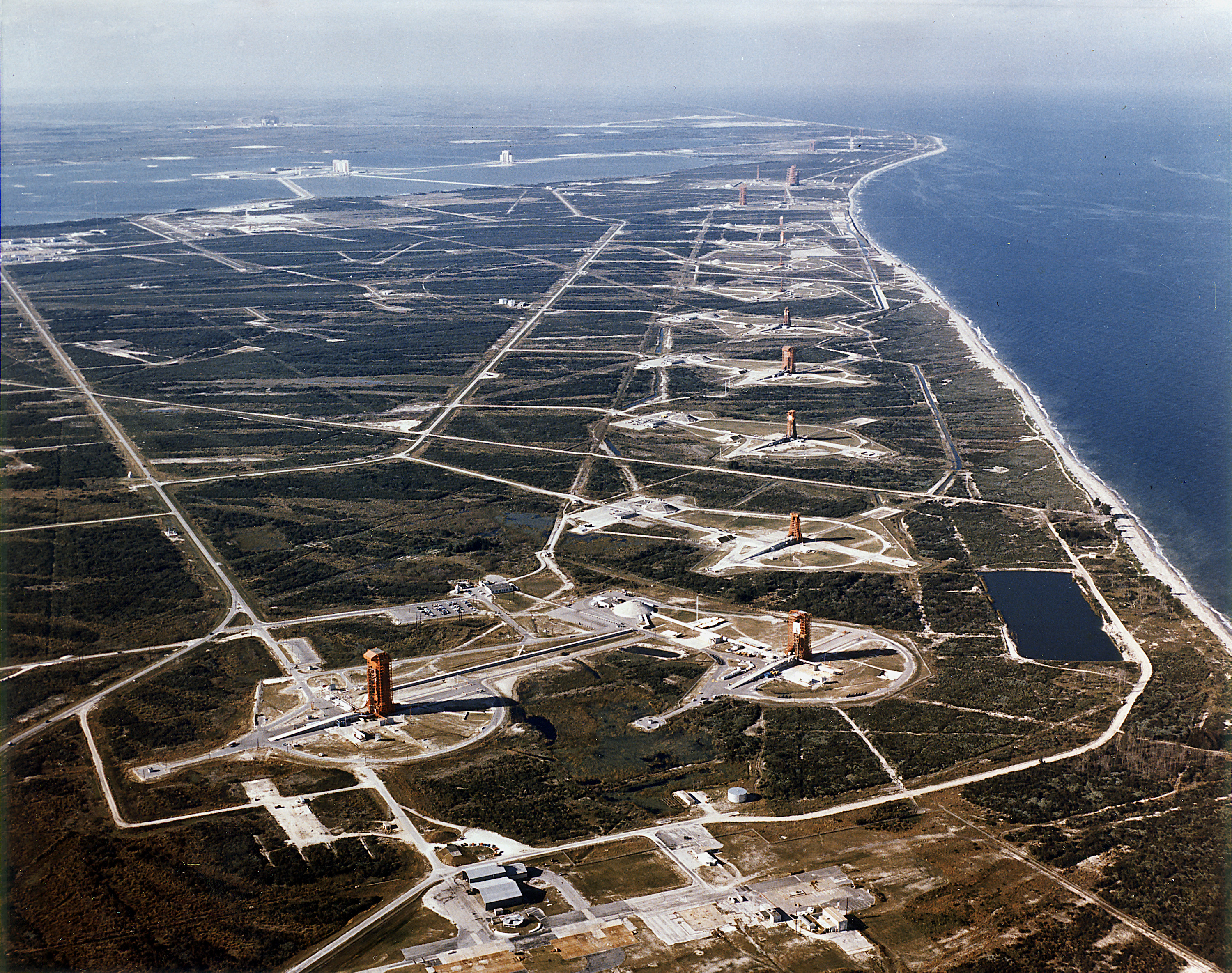
ケープ・カナベラル

自動車時代が始まると、リゾートやホテルが郡全域に出現してブレバード郡にさらなる成長をもたらした。自動車が交通手段として重要になってくると、ブレバード郡と州内他地域、ひいては国内他地域を結ぶ道路が建設された。
第一次世界大戦の終わった1920年代に最初の大規模土地ブームが始まった。土地価格が上昇すると人々がフロリダ州に大挙流入したが、世界恐慌で一時的にフロリダの成長を止めるとはじけ飛ぶだけだった。第二次世界大戦の開戦前、ブレバード郡で最大の産業は商業漁業、柑橘類栽培、および観光業だった。
1940年、アメリカ海軍航空基地バナナ川（現在のパトリック空軍基地）が建設された。このことでブレバード郡の発展に新たな時代が始まった。1950年代後半、長距離ミサイルの発射実験用の統合長射程試験基地が建設された。これが後にケネディ宇宙センターとなった。このことで、ブレバード郡を取り巻く環境が大きく変わった。ブレバード郡はかつてフロリダの「僻地」と見なされていたが、宇宙空間への発進拠点に瞬時に転換された。主にローテクの農業と漁業の経済だったものが、ハイテク工学とコンピュータの経済に変わった。
1982年、ワインドオーバー考古学遺跡が、住宅開発のためにバックホーを運転していた労働者によって発見された。
ブレバード郡は南北に長く、また幅は広くない郡であるので、人口の多い南部の住民からは郡庁所在地が遠いことについて多くの苦情が寄せられた。タイタスビルに行くとすれば、郡内で最も人口の多いパームベイからは50マイル (80 km) の距離があった。南部では分離の話も持ち上がり、郡は郡の地理的中心に近いビエラに管理用施設を新しく建設することにした。この施設の運営は1989年に始まり、今度はタイタスビルのある北部から分離の恐れが生じた。新郡のプレイアリンダ郡を作る提案は1990年代初期に現実味を帯びた。郡は北部住民に譲歩を行い、公式に郡庁所在地を移すことはないと約束した。しかし、ビエラは事実上ブレバード郡の郡庁所在地として機能している。
1998年夏、記録破りの山火事が起こった。広さ7万エーカー (280 km2) の土地が焼けた。
野焼きを始める前に郡内の森と牧草地が乾期の数か月間燃えた。1940年代から1970年代に、州は山火事を防ぐために野焼きを始めていた。2006年、郡内でこれまで最高の72,065エーカー (291.64 km2) を焼いた。

## 地理

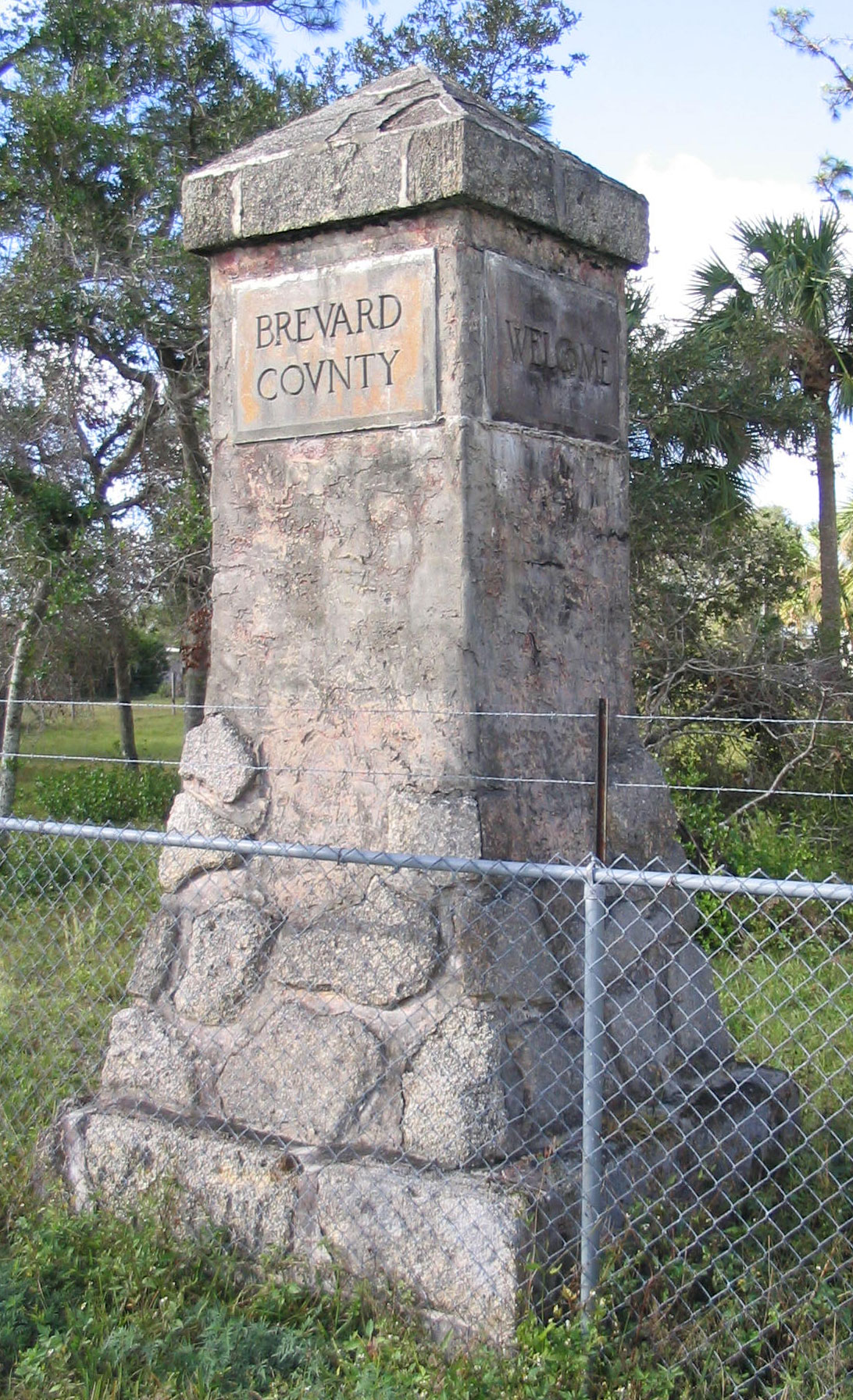
ブレバード郡とボルーシャ郡の郡境

2012年以前に作られた連邦政府の地図では、ブレバード郡の半分近くが洪水の恐れがある場所になっていた。これは比較的開発されていない低標高の地域が州間高速道路95号線の西、セントジョンズ川の岸にあるためだった。この地域には、164,000軒の一戸建て家屋のうち、約18,900軒がある
アメリカ合衆国国勢調査局に拠れば、郡域全面積は1,556.95平方マイル (4,032.5 km2)であり、このうち陸地1,018.19平方マイル (2,637.1 km2)、水域は538.76平方マイル (1,395.4 km2)で水域率は34.60%である。水域は主に大西洋、セントジョンズ川、インディアンリバー・ラグーンである。郡の面積はサモアより大きく、カーボベルデの大きさと人口に近い。ロードアイランド州の3分の1の大きさである。
ブレバード郡はジャクソンビルとマイアミの中間に位置し、南北の長さが72マイル (116 km)、海岸からの平均した幅が26.5マイル (42.6 km) と細長い郡である。西部の湿地がセントジョンズ川の水源になっている。フロリダ州の南北の長さの中間にあることから、フロリダ州道の番号体系でも州道50号線と同500号線があって、中間的位置づけになっている。
東岸にそって大西洋沿岸内水路があり、主要な水上交通ルートになっている。インディアン川があり、その他の水域としてワシントン湖、ポインセット湖、ワインダー湖、ソーグラス湖、セントジョンズ川、バナナ川がある。
郡内に大きな中心都市は無い。非公式には3つの部分に分けられる。北部にはタイタスビル、ミムズ、ポートセントジョン各市町があり、中部にはココア、ロックリッジ、メリットアイランド、ココアビーチの各市町、南部にはメルボルン、パームベイ、グラント・バルカリア各市とサウスビーチズがある。サウスビーチズはパトリック空軍基地の境界線から南を著す言葉であり、サウスパトリックショアーズ、サテライトビーチ、インディアンハーバービーチ、インディアランティック、メルボルンビーチ各市町が含まれている。
郡政府は昔から海浜に地域名称を付けてきた。ノースリーチには長さ9.4マイル (15.1 km) のケープ・カナベラルとココアビーチが含まれる。パトリック空軍基地海浜は長さ 4.1 マイル (6.6 km) ある。ミッドリーチはサテライトビーチの長さ 7.6 マイル (12.2 km) を含む。サウスリーチは、インディアランティックの3.8 マイル (6.1 km) とメルボルンビーチを含む。サウスビーチズにはメルボルンビーチから南のセバスチャンまで 14.5 マイル (23.3 km) が含まれる。
アメリカ合衆国地名委員会がポートカナベラルからセバスチャン入り江に伸びるバリア島に公式の名前を付けることを検討している。この長さ45マイル (72 km) の島にはケープ・カナベラル、ココアビーチ、インディアランティック、メルボルンビーチ、パトリック空軍基地、サテライトビーチ各市がある。フロリダ州インディアン協会は2011年10月にこの島にアイス族に因む命名を行うことを提案した。メルボルン市にあるユナイテッド・サード・ブリッジとフロリダ州プエルトリコ・ヒスパニック商工会議所は2012年1月に、フアン・ポンセ・デ・レオンに因む命名を提案した。地名委員会は地形に新しい名前を付ける場合に少なくとも8か月間の検討期間を取る 。
郡内に16の法人化自治体がある。人口最大の都市はバームベイ市、最少はメルボルンビレッジである。
輸送や排水のために郡内を下記8本の運河が通っている。
- カナベラル・バージ運河、コートニー、輸送用
- フォーク運河、ココア
- グランド運河、トロピック
- ホールオーバー運河、ミムズ、輸送用
- メルボルンティルマン運河、メルボルンウェスト、排水用
- オールド運河、ウィルソン
- C-1 運河、メルボルンティルマン水制御地区が管理[24]
- C-54 運河、郡南側郡境、排水用
- L-15 運河、クレーンクリーク排水地区[25]、流域は約12,000エーカー (49 km2)[26]

### 地質
郡内の土壌には高濃度のリンが含まれている。

### 気候
ブレバード郡の気候は温暖湿潤気候（ケッペンの気候区分 "Cf"）にあり、年間を通して雨が降る。夏は暑く湿度が高い。はっきりとした雨期と乾期がある。乾期は12月から5月まで、雨期は6月から11月までである。
南北に長いので気温の差があり、特に冬に大きい。北部は温暖なので落葉性の樹木が繁茂している。南部ではロイヤル椰子のような亜熱帯性植物が見られる。東西方向では大西洋からと、それより程度は劣るがインディアン川からの緩和効果があり、東部の最低気温は高く、最高気温は低い。
1月が最も寒い月であり、平均最低気温は 50.7 °F (10.4 °C)、平均最高気温は 71 °F (22 °C) である。最も暖かい月は7月であり、平均最高気温は90 °F (32 °C)、平均最低気温は 72.2 °F (22 °C) である。雨量が少ないのは4月であり、降水量は 1.6 インチ (41 mm)、最も多いのは9月で、降水量は 6.6 インチ (170 mm) である。
沿岸の気温はあまり変化がなく、1月は64 °F (18 °C)、2月は 62 °F (17 °C)、3月は 67 °F (19 °C)、4月は 72 °F (22 °C) という具合である。
フロリダ州は大半が亜熱帯に入る州でありハリケーンの被害を受けることがある。ブレバード郡は東海岸にあるが、フロリダ州のパンハンドル地域や南フロリダに比べて、ハリケーンが直接上陸するようなことは少ない。これには2つの理由がある。1つは、熱帯低気圧がブレバード郡の緯度に達するまでにバービューダ・ハイで気圧の尾根に遮られることが多い。東海岸にある前線の影響で、熱帯低気圧の多くは北西に回り、フロリダ中部東海岸沖を迂回することになる。2つめの理由は、フロリダ半島のメキシコ湾側で上陸したハリケーンは、北東のブレバード郡に達するまでに弱くなって熱帯低気圧に変わることが多い。ただし、2004年のハリケーン・チャーリーは例外だった。
高潮の恐れはあり、バリア島の海浜の町は嵐が来る前に避難を要請されることも多い。フロリダ州の西からハリケーンが来る場合は、大西洋側から来る場合よりも高潮の恐れが少ない。
小さな嵐でも竜巻状の渦流が小さな範囲に重大な被害をもたらすことがある。概して夏の竜巻は軽く、改良藤田スケールでEF0あるいはEF1のレベルであり、実際にタッチダウンすることもない。乾期にはEF2のレベルになり、数マイル移動することもある。
1950年以降では5つのハリケーンがブレバード郡に影響を与えた。1979年9月3日のハリケーン・デイビッド、1995年8月2日のハリケーン・エリン（セバスチャン入り江近くで上陸し、風の被害は少なかったが郡全域に洪水を起こした）、2004年8月13日のハリケーン・チャーリー（タイタスビルと郡北部で被害が出た）、同年9月3日のハリケーン・フランシス（インディアンリバー郡のベロビーチを襲い、ブレバード郡では風による被害が広がった）、および同年9月26日のハリケーン・ジーン（ベロビーチを直撃し、フランシスとほぼ同じ経路を辿った）があった。フランシスとジーンは郡内南部に被害を広げ、被害総額は28億米ドルに上った。家屋の0.6%が失われた。
2008年の熱帯低気圧フェイは27.65インチ (702 mm) という記録破りの降雨をもたらした。
2009年から2010年の冬は、記録が残されるようになった1937年以降で最も寒い冬だった。通常年ならば2月14日頃に始まる植物栽培の季節が6週間遅れた。花やハーブによっては1月に植えられるものもある。2010年12月の気温は過去最低を記録した。

#### 環境

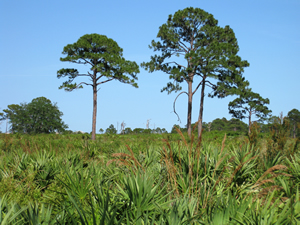
松の低木と砂丘性松の群落

ブレバード郡はフロリダ州や連邦政府と共に環境保護や野生生物保護に指定した土地を通じて湿地や海岸地域の汚染制御と保護に努めている。
連邦政府が指定する野生生物保護区は250平方マイル (650 km2) ある。メリットアイランド国立野生生物保護区、カナベラル国立海岸、セントジョンズ国立野生生物保護区、アーチーカー国立野生生物保護区である。その他セントジョンズ川水管理地区が管理する幾つかの保護地域、ブレバード郡の環境危険土地プログラム保護区、および州が保護地域と指定する土地がある。

### 隣接する郡
- ボルーシャ郡 - 北
- インディアンリバー郡 - 南
- オセオラ郡 - 南西
- オレンジ郡 - 西
- セミノール郡 - 北西

### 動物相
この地域には4,000種の動物がいる。よく見られる動物は、北アメリカカワウソ、ボブキャット、シロオジカ、アライグマ、湿地ウサギ、フクロネズミである。ヨーロッパから入ってきた野生豚は時として交通の障害になっている。ケバエは毎年5月と8月から9月の2回発生する。自動車の運転手はこの季節にハエの群れに出くわすことがある。キイロバエは特に4月から6月に多い。2009年にブレバード郡海岸で596頭のマナティが観測された。州全体では3,802頭である。これは2007年の859頭から減少だった。
ハンドウイルカは沿岸内水路でよく見られる。ドクイトグモは地域固有種ではないが、地域に定着してきた。フロリダ蝶類モニタリングネットワークが2007年から毎月蝶の種類を数えてきた。2010年には45種が見られた。この中にはゼブラ・ツバメオ蝶がいた。魚類と爬虫類では、アリゲーター、レッドスナッパー（魚）、ウミガメ、ヤブトカゲ がいる。

#### 鳥類
渡り鳥のヒメコンドルは連邦法で保護されている。夏には北に行き、9月に戻ってくる。
潜水ガモであるコスズガモがよく見られる冬鳥である。2008年には50万羽が数えられた。2010年では15,000羽が推計された。郡内には少なくとも163種の鳥がいる。カタアカノスリ、アメリカオオモズ、絶滅危惧種のアカボウキツツキ、クーパーハイタカ、カンムリキツツキ
、クサチヒメドリなどが見られる。その他クイナ科（オオバンも含む）、フロリダカケス（絶滅危惧種）、アメリカトキコウ、クロムクドリモドキ、アメリカワシミミズク、マネシツグミ、チャイロツグミモドキ、ネコマネドリも見られる。秋の渡りが多いのは9月最終週から10月第1週である。鳥は通常秋と春で違う飛行コースを採るので、秋の渡りが春より強くなる傾向がある。

### 植物相
カシ、様々な草、およびジャニパーが多く、2月に多量の花粉を生じるもとになっている。原生種の木では、キャベッジ椰子（フロリダ州の州木）、フリンジツリー、コーラルビーン、スウィートアカシア、ガイガーツリー、ファイアーブッシュ、ビューティベリー、ツキヌキニンドウ、ブランケットフラワーがある。原生種の草花では、ハマベブドウ、レッドマルベリー、スベリヒユ、タンポポ、チモラン、ブラックベリー、キクイモ、ハナミズキ、オクノフウリンウメモドキがある。

## 人口動態
ブレバード郡の人口は2000年から2010年の間に14%増加して543,376人になった。ウェストメルボルンは78%増加し、未編入領域のサンツリー/ビエラは81%増加した。海浜では人口が減少した。この期間にヒスパニック系は2倍になった。黒人は37%増加した。非ヒスパニック系白人は6%増加しただけだった。
2000年から2005年の間に5万人が増加し、2005年から2009年には約1万人が増加した。このことで住宅バブル危機となった。2007年から2010年は人口の動きが基本的に小さかった。
以下は2000年国勢調査による人口統計データである。
| 基礎データ - 人口: 476,230人 - 世帯数: 198,195 世帯 - 家族数: 132,394 家族 - 人口密度: 181人/km2（468人/mi2） - 住居数: 222,072軒 - 住居密度: 84軒/km2（218軒/mi2） 人種別人口構成 - 白人: 84.81% - アフリカン・アメリカン: 10.0% - ネイティブ・アメリカン: 0.37% - アジア人: 1.50% - 太平洋諸島系: 0.06% - その他の人種: 1.09% - 混血: 1.77% - ヒスパニック・ラテン系: 4.61% 年齢別人口構成 - 18歳未満: 22.0% - 18-24歳: 6.8% - 25-44歳: 27.1% - 45-64歳: 24.3% - 65歳以上: 19.9% - 年齢の中央値: 41歳 - 性比（女性100人あたり男性の人口） - 総人口: 95.9 - 18歳以上: 93.3 | 世帯と家族（対世帯数） - 18歳未満の子供がいる: 26.5% - 結婚・同居している夫婦: 53.0% - 未婚・離婚・死別女性が世帯主: 10.2% - 非家族世帯: 33.2% - 単身世帯: 26.9% - 65歳以上の老人1人暮らし: 11.6% - 平均構成人数 - 世帯: 2.35人 - 家族: 2.84人 貧困線以下 - 対人口: 9.5% （2010年では10%、州全体は13%） - 対家族数: 6.8% - 18歳未満: 13.0% - 65歳以上: 6.5% |

2007年に55歳以上は30%だった。2010年の最長老は110歳の男性だった。2009年に5,172人が生まれた。
2009年に85歳以上は2%だった。同年60歳以上は130,508人いた。
2005年、ブレバード郡のみで構成されるパームベイ・メルボルン・タイタスビル大都市圏は、国内263の都市圏の中で第91位と推計された。
ブレバード郡の人口は州内67郡の中で第10位である。2000年から2006年の造狩生は11.8%であり、州平均の12.7%より小さかった。
2010年、住民の90%は高校卒以上の学歴があり、州平均の85%より高かった。2009年住民の25.7%が大学卒以上であり、これは全国平均の27.7%より低かったが、州の平均並みだった。住民の14.7%は工学系の大学卒だった。これは全国平均のほぼ2倍だった。
2000年国勢調査に拠れば、郡内に約8万人の退役兵がいる。18歳以上人口の21%が退役兵である。この数字は2010年に74,000人まで低下した。2010年の地元機関の調査では退役兵の225人がホームレスだった。
2007年に地元の有志が調査したホームレスの数は1,899人だった。
1950年代、郡人口は24,000人を僅かに下回る規模だった。1960年に11万人を超えた。1969年、宇宙開発計画の高まりを受けて234,000人になった。
2010年、人口の約5%は家庭でスペイン語を話している。
2010年、人口の8％は国外生まれであり、州平均の19%よりは少ない。
2012年、都市研究所が、アフリカ系アメリカ人と白人の人種的平等性について、ブレバード郡都市圏を第4位に挙げた。評価指標は地区の人種統合性、収入、少数民族が入学する学校の質だった。ヒスパニック系と白人の間の平等性は第1位だった。

### 宗教
2010年、福音主義プロテスタント信者の数は79,893人、メインライン・プロテスタントは 30,877人、カトリック教徒は 64,831人、信仰する宗教無しが 353,946人だった 。

## 郡政府
ブレバード郡郡政委員は選挙で選ばれ、郡の条例と政策を設定している。委員会が郡マネジャーを指名し、委員会の意志を実行させる。郡は2009年時点で2,900人を雇用していた。
郡内には16の自治体がある。都市、町、村は郡政府が提供するサービスに様々な形で依存している。
郡の中心に位置するビエラの郡政府センターには、住宅・人的サービス、少年司法、公衆安全、公共事業、ゴミ処理など郡政府の部門が入っている。
ブレバード郡政府の予算は2009年から2010年の会計年度で10億米ドルを超えた規模だった。2009年の資産税率は0.83%だった。不動産税は各段階の政府から課税されている。集めるのは郡徴税官である。2009年に課税可能な資産の総計は337億米ドルだった。2002年から2007年の間に一人当たり税収は26.5%増加し、同期間の一人当たり資産税増加率は49.8%だった。2008年の税滞納額は3,600万米ドルに上った。
2012年、郡が発行した債券はフィッチグループとムーディーズの評価で"AA"にランクされた。

### 選挙で選ばれる役人
郡政委員は5人いる。5つの選挙区からそれぞれ1人が選ばれている。
他に州の役人と見なされるが、郡から選出され、郡が給与を支払う役人として、保安官、裁判所事務官、資産評価官、税徴収官、選挙管理官、州検察官、公選弁護人がいる。
アメリカ合衆国下院の選挙ではフロリダ州第24選挙区と第8選挙区に属している。州上院では第24および第25選挙区、州下院では第29から第32と第80選挙区、合計5つの選挙区に属している。

### 司法体系

#### 裁判所

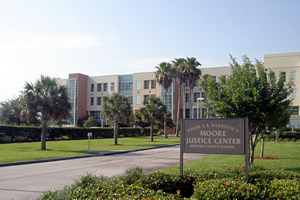
ハリー・T・アンド・ハリエッタ・V・ムーア司法センター、ビエラ

ブレバード郡はビエラに裁判所と巡回裁判所を集中させており、重罪、軽罪、交通違反、民事と様々な事件を審判している。タイタスビルにある裁判所は郡北部の裁判と巡回裁判の事件を扱い、メルボルンにある裁判所は郡南部の事件を扱っている。選挙で選ばれる州検察官はフロリダ州のために刑事事件を告発している。貧窮している被告は選挙で選ばれる公選弁護人に依頼することができる。フロリダ州第18巡回裁判所にはセミノール郡とブレバード郡が含まれ、裁判所だけでなく州検察官と公選弁護人も両郡を兼務している。2008年、公選弁護人事務所には45人の弁護士がおり、年間約24,000件を扱っている。
郡は保安官を選出しており、直接裁判所に対して責任があるが、州法の執行については州に対しても責任がある。市や町が指名する警察署長はその地方で同様な機能を果たしている。管轄範囲に重複は無い。専任官とともにボランティアも働いている。
自治体の大半は少なくとも1つの水路に面している。このために郡と7都市は船を持つか、あるいは操船者への連絡手段をもっており、その管轄内にある水上での法執行を行っている。
郡監獄は1976人分の収容能力があるが、急速に足りなくなっている。有権者は監獄の拡張を4回にわたって拒んできた。保安官は、非暴力的な被告を収容するために大きいが費用のかからない「硬化テント」の建設でこの問題を解決してきた。過飽和状態は2007年がピークであり、囚人数1,988人と300人の過剰になった。施設予算は2010年で4,200万米ドルである。この時の囚人数は1,585人だった。囚人一人当たり日々食料費と住居費で72ドルがかかっている。刑務スタッフは475人いる。
郡監獄は裁判を待つ囚人や、1年未満の刑を宣告された受刑者を収容している。刑期の長いものは弱年用のシャープス刑務所など、州刑務所に収容されている。
アメリカ沿岸警備隊の1部隊がポート・カナベラルを母港としており、違法移民の防止と違法薬物の流通防止のために働いている。
州検察官事務所は犠牲者証人サービスを後援している。これは暴力犯罪の犠牲者とその家族を弁護するためにある。弁護人は家族に法律を理解させ利用させるようにしている。財政的な援助や必要とするカウンセリングも受けられる。2005年には郡内で8,448人の犠牲者を救援した。

### 公衆サービス

#### 公衆安全
郡の未編入領域における公衆安全はブレバード郡保安官事務所の責任である。マラバー、ケープ・カナベラル、パームショアーズを除く14の自治体はそれぞれの警察組織を維持している。これら3都市は保安官事務所にサービスを委託している。
2009年時点で保安官事務所に1,200人の従業員がおり、そのうち361人は副保安官だった。2007年に保安官事務所が扱った犯罪の80%は薬物関連だった。2009年1月から6月の間に10,037件の犯罪が報告された。この中で3,002件は保安官の管轄内だった。2009年の犯罪率では、人口10万人あたり3,471.3件の資産絡み犯罪が発生しており、全国平均をやや上回った。
ポート・カナベラルの公衆安全は港湾当局の指揮下にある。伝統的に入港船のコンテナ貨物の中身を監視し、爆発物を運んでいないか水面下の調査を行うことに重点が置かれている。2008年、カナベラル港湾委員会は独立した警察組織を創設することを承認した。
2004年、郡南部は100軒に1軒の家屋がハリケーンの被害を受けた。海浜から2ブロック以内ではほとんど全ての家屋が何らかの被害を受けた。ベアフットベイの移動家屋は全滅した。ある小学校は風で屋根が剥がされた。救急隊員はこの嵐の頂点で人々を退避させた。脱出ルートが不完全であり、西への交通渋滞が起こった。国道192号線は2008年に4車線に拡幅された。

#### レクリエーション

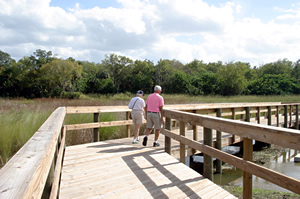
タイタスビルのチェイン・オブ・レイクスにある湿地にかかる板道

郡内では200以上の公園、3つのキャンプ場、6つのゴルフコースが管理されている。
自然の生態系を守る11の保護区では、郡の環境的に危険な土地プログラムが、ハイキング、野生動物観察、自転車、ペダルボートなど受動的なレクリエーション機会を提供している。
メリット島国立野生生物保護区 とカナベラル国立海岸 が郡内にある2つの国立野生生物保護区であり、ハイキングや環境教育などのレクリエーション機会を提供している。

#### 社会サービス
ブレバード郡は高齢者、若年者、身体および精神障害者および少数民族にたいして多くの社会支援サービスを提供しようとしている。

### 選挙

#### 有権者登録
2010年の有権者登録数は共和党154,057人、民主党130,214人、その他73,549人だった。2010年の投票率は55.8%であり、28年ぶりの低さだった。

## 経済
ブレバード郡の総生産は2009年で145億米ドルだった。
2010年と2011年、ブルッキングス研究所が、失業率、総生産、住宅価格、抵当流れ資産で評価し、国内都市圏の中で最下層5傑にブレバード郡を入れた。抵当流れは2009年3月に963件と月間最高を記録した。この年、年間件数も9,772件となり、年間最大となった。2010年12月、雑誌フォーブスは、仕事を見つけるには国内最悪の場所に指定した。2010年では2回目だった。
郡政府は2000年から2010年の総生産のうち12ないし15%に貢献している。
地域のハイテク企業数は736と比較的少ないが、経済情報誌は2009年時点で国内8位と報じている。ハイテク関連の雇用数は23,096人であり、就業者1,000人にたいして124人となっている。

### 個人収入
2000年国勢調査時点のデータは以下の通りだった
- 家庭当たり収入中央値 - $47,571
- 男性 - $36,542
- 女性 - $24,632
- 一人当たり - $21,484（州内67郡では第17位）
- 世帯当たり収入中央値 - $40,099

2005年に世帯当たり収入中央値は43,281米ドルまで上昇した。
2012年、郡内の79,621人が給食券の配付を受けていた。
2010年、郡内の公務員数は5,600人いた。2009年の平均給与は年間74,000米ドルだった。
2009年、郡内の38%にあたる84,401世帯が社会保障給付を受けており、平均受給額は16,136米ドル、総額は17億米ドルに上った。24%の53,717人が年金給付を受けており、一人当たり24,327米ドル、総額は13億米ドルだった。

### 住宅
2011年、ブレバード郡は抵当流れ件数で下位から6番目に位置づけられた。2010年第3四半期には1,039件が登録された。郡内の家屋の半分近くは抵当価格を下回っている。住宅価格はピーク時から53.4%低下した。2012年には抵当流れ率で国内最悪になった。
2010年には15,000軒の空き家があったが、人口は増加していなかった。
2010年、Kiplinger.com はアメリカで引退に「適した」場所ベスト5にブレバード郡を挙げた。その評価要素は、生活費、天候、医師の数、税金、犯罪率、レクリエーションだった。

### 産業
ブレバード郡経済は、貿易、輸送と公共事業で18%、専門職・事業サービスで17%、政府関連で15%、教育と医療で14%、製造で12%、レジャーと宿泊で10%、建設業で6%、金融業で4%が動いている。
2012年、地方政府は21,000人を雇用している。長年の間にその人口比率は7.2%から7.9%に増えてきた。
建設業で働く人は、2005年の2,630人から2010年の1,420人に低下した。
2005年、雑誌「Inc.」は、スペースコーストを事業を行う場所としてフロリダ州で第1位、国内で第6位に挙げた。
2004年、就職機会の増加数で、ブレバード郡は大型の郡318の内の第13位になった。大規模都市圏200の中で「最善の業績」の中では70位から31位に上がった。この改善は主に就職機会の増加によっている。
カナベラル港はクルーズ船の利用では世界最大級の港である。7つのクルーズ船ルートがあり、クルーズ船の停泊地は6か所ある。貨物ヤードが75万平方フィート (70,000 m2) あり、2004年には360万トンの貨物を扱った。年間5億米ドルを郡経済に貢献している。
2つの病院が民間大規模雇用5社に入っており、合わせて8,850人を雇用している（2009年）。
2008年、NASAのケネディ宇宙センターでは14,865人が雇用されていた。このセンターは郡内で18億2千万米ドルを消費している。2010年にスペースシャトル計画が中断されるとスペースコーストの数多い労働者の再配置が問題になった。
郡内に本社を置く通信機器のハリス・コーポレーションが民間では最大雇用主であり、2009年では6,700人を雇用している。
地元に本社を置く建設業者メルセデス・ホームズとホリデイは国内でもトップ30社に入っており、メルセデス・ホームズは2004年の売上高が10億米ドルだった。
郡内には2007年時点で1,050軒のレストランがあり、2010年でも1,040軒だった。レジャーと接待関連の労働者は2006年で22,600人いた。この数字にはホテル従業員が含まれている。しかし、2010年には8.5%減少し、20,700人になった。

#### 軍関連
2012年、郡内の軍事関連雇用数は2,900人だった。
軍事基地としては、サテライトビーチに近いパトリック空軍基地、ケネディ宇宙センターに隣接するケープ・カナベラル空軍基地、パームベイ市郊外のミントン道路沿いにあるアメリカ空軍メラバー試験施設がある。2009年には文民労働者を合計2,000人雇用していた。
アメリカ海軍はポート・カナベラルで弾道ミサイル潜水艦用トライデント回転装置を維持している。海軍軍需品試験部は月に1回来航する潜水艦で武器の試験を行っている。2005年の基地再編計画ではこの軍需品試験部を州外に持って行くことになっていたが、住民の運動で撤回させた。
ケープ・カナベラル空軍基地には発射台26号として空軍宇宙・ミサイル博物館がある。ここからは最初の地球軌道に打ち上げられたエクスプローラー1号など、初期の宇宙開発計画で多くの無人ロケットが打ち上げられた。
ノースロップ・グラマンは、1990年以降アメリカが関わった紛争で使われた軍用JSTARS電子探査システムを開発している。

#### 農業
ブレバード郡の土地の23%は柑橘類栽培、牛や馬の飼育に適した農業用地である。
2009年、農業生産高は90万米ドルになった。2009年、水産養殖が90万米ドルの産業になった。ワタリガニの水揚げではフロリダ東海岸の25%以上を挙げている。

#### 観光業
2008年、観光客は郡内で28億9千万米ドルを消費した。宿泊が8億3,900万米ドル、飲食が5億900万米ドル、ケネディ宇宙センター5億9,700万米ドル、小売り4億5千万米ドル、娯楽1億2千万米ドル、ポート・カナベラル1億900万米ドルとなっている。観光客は州内からの数が第1位であり、続いてオハイオ州、イリノイ州、ミシガン州、ニューヨーク州、バージニア州、ウィスコンシン州、ジョージア州、ミネソタ州、ペンシルベニア州となっている。外国からは、カナダ、イギリス、ドイツ、中国、イタリアからの観光客が多い。
2008年には160万人の観光客がスペースセンターを訪れた。2009年の泊まりがけ観光客は240万人、日帰りは120万人だった。
ブレバード郡はフロリダの他の観光地と競い合っている。多くの組織が地域の観光促進を図っている。スペースコースト観光局は郡のスタッフとブレバード郡観光開発委員会で構成され、観光客を呼び込もうとしている。ブレバード郡観光開発委員会は観光税で得られる郡の歳入の使い途については諮問委員会の役目を果たしている。この歳入は海浜の改良、観光案内所とウェブサイト、観光奨励と広告、ブレバード動物園、スペースコーストスタジアムに使われている。
2000年から2010年の間に郡内海浜の再生で9,770万米ドルが使われた。このうち連邦政府が58%、州が27%、郡が15%を負担している。
2008年時点で郡内には11,000室のホテル客室があった。2007年7月の利用率は66.1%だった。2008年、3月と4月は利用率81%以上を記録した。これが9月には42.3%に落ち込んだ。2010年1月、ホテルの平均室料は88.25米ドルだった。
フロリダおよび全国メインストリート再生計画のメンバーであるココア市メインストリートは「ココア・ビレッジ」と呼ばれる歴史的地域に事業を呼び戻す運動を行っている。ココア市メインストリートは国務省からフロリダ・メインストリート賞を6回受賞してきた。再生された地域は観光地となり経済的な推進力になっている。メルボルン・メインストリートがメインストリート再生計画を通して再生されたもう1つの歴史的事業再生地域かつ観光地である。
郡内では毎年評価の高い芸術祭が5回開催され、何万人もの観衆を集めている。大半の芸術祭は春と秋に開催されている。他にも年間を通じて公園や公共広場で祭が開催されている。ブレバード文化同盟がイベントカレンダーや、歴史、文化、生態系に関するマップを作成している。
郡内最大の家屋は、1991年にサンツリーに建設された50室、床面積19,000平方フィート (1,800 m2) の邸宅であり、かつてはセシル・フィールダーが所有していた。
郡内最大のホテルは284の客室と合計3万平方フィート (2,800 m2) の会議室がある。

### 労働力
ケネディ宇宙センターは15,000人の従業員と公僕がおり、郡内最大の雇用主である 。
2009年時点では郡内で6,400人の連邦職員が働いていた。その平均給与は年額74,600米ドルだった。
2009年での平均年収では、エンジニア90,563米ドル、有資格看護師53,315米ドル、教師49,441米ドル、警官43,035米ドル、コック21,569米ドル、会計係19,489米ドルとなっていた。労働者の平均年収は42,411米ドルだった。
2011年時点でエンジニアの比率は労働者1,000人当たり48人となっており、全米他地域に比べて高い。
2010年1月時点での失業率は12.7%となり、20年ぶりの高水準になった。2011年1月時点で32,608人が失職していた。

### 金融業
2007年、スペースコースト信用組合が郡内最大の地元金融機関であり、州内の信用組合としても第3位、総資産は30億米ドルを超えていた。
2011年、ウェルズ・ファーゴは地元資金19億米ドル、占有率26%だった。他にサンとラストが13億米ドル、17%、バンク・オブ・アメリカが12億米ドル、16%、リージョンズ・バンクが4億800万米ドル5%、JPモルガン・チェース3億7,900万米ドル、5%となっていた。

### 小売業
2011年、郡内にパブリックスが23店舗、ウィン・ディキシーが10店舗、ウォルマートが12店舗を所有している。食料雑貨の売り上げシェアはパブリックス38%、ウォルマート30%、ウィン・ディキシー7%となっている。

## 医療
ブレバード・アルツハイマー財団は特徴ある地元組織である。デイケア・サービスを3か所で行い、交通手段や資金を提供することも多い。
スペースコースト初期治療介入センターは、全国的に認められた非営利の就学前教育と治療センターであり、特別な必要性のある幼児の開発について治療と援助をおこなっている。ダウン症、ウィリアムズ症候群、脳性麻痺、ディジョージ症候群、レット症候群を含む広汎性発達障害、自閉症、アペール症候群と診断された幼児、さらには視覚、発語、聴覚に障害がある幼児を治療し、通常の子供と同じ公立学校に通学させることを目指して教育している。
スペースコースト独立生活センターは、あらゆる障害のある人々に全面的なサービスを提供している。患者間相互支援、発言支援、スキル訓練、行動可能性調査、支援グループ、交通、特殊装置、手話通訳共同サービスなどである。さらに高校生には職業訓練プログラムもある。
郡内には10の総合病院があり、合計1,734床が備えられている。ヘルスファーストが郡内最大の医療機関であり、3か所の非営利病院がある。その他、外来センター、郡内唯一の外傷センター、ホームケア、癌、糖尿病、心臓、卒中の特化治療、およびリハビリテーションを行っている。ヘルスファーストは最新式の技術で医療の質を高めようとしている。
210床の病院であるパリッシュ医療センターは、バプテスト治療信託から3年連続でアメリカの治療病院第1位に挙げられた。
ブレバード郡の医療はフロリダの他地域に比べて費用が高く付く傾向がある。ナースホームの個室では年間79,023米ドル、準個室74,643米ドル、生活援助室39,000米ドルなどとなっている。在宅介護はメディケアの保健付きで88,660米ドルとなっており、週平均の51,480米ドルより高い。デイケア（44時間）は12,870米ドルと安い。
2007年、疾病制御予防センターの健康リスクデータに拠れば、アルコール類大量消費者の比率において、ブレバード郡都市圏は全米の都市圏の中で4位タイとなっている。

## 都市と町

### 市
| - パームベイ - メルボルン - タイタスビル（郡庁所在地） - ロックリッジ - ウェストメルボルン - ココア - ココアビーチ - サテライトビーチ - ケープ・カナベラル - インディアンハーバービーチ | - グラント・バルカリア - インディアランティック - マラバー - メルボルンビーチ - メルボルンビレッジ - パームショアーズ |

### 未編入地域
| - メリット島 - ケネディ宇宙センター - エンジェルシティ - オーランシア - ベアフットベイ - ベルウッド | - カナベラルグローブズ - ココアウェスト - コートニー - オーガリー - フロリダナビーチ - インディアノーラ | - ジューンパーク - ロータス - メルボルンショアーズ - ミッコ - ミムズ - パトリック空軍基地 | - ピネダ - ポートセントジョン - スコッツムーア - シャープス - シャイロー - サウスパトリックショアーズ | - サンツリー - トロピック - ビエラ |

## 教育
高等教育機関は、ブレバード・コミュニティカレッジとフロリダ工科大学がある。また中央フロリダ大学、バリー大学、エンブリー・リドル航空大学、カイザー大学、ウェブスター大学の衛星キャンパスもある。
公共教育はブレバード公共教育学区が管轄しており、また私立学校もある。
2011年、州内2,800の公立学校の中で郡内6つの公立学校が10傑に入った。

## スポーツ
マイナーリーグ野球
ブレバード郡マナティズは、ミルウォーキー・ブルワーズ傘下のマイナーAのチームである。フロリダ・ウィンター・ベースボール・リーグのスペースコースト・サージはココア・スタジアムを本拠地にしている。
メジャーリーグベースボール
ワシントン・ナショナルズがビエラのスペースコースト・スタジアムで春季トレーニングを行っている。毎年3月には「グレープフルーツ・リーグ」の一部として14試合ほどを行っている。
プロ・バスケットボール
ブレバード・ブルーダックスは、ユナイテッドステーツ・バスケットボール・リーグの一員であり、フロリダ工科大学で試合を行っている。
マイナーリーグ・アメリカンフットボール
2010年にはブレバード・ラムズとスペースコースト・プレデターズがフロリダ・フットボール連盟の一員として試合を行った。

## インフラ

### 交通
ブレバード郡は通常の道路、船舶、航空という輸送手段があるが、宇宙空間という世界でも希な交通手段がある。
公共輸送はスペースコースト地域交通が担当している。

### 電力
フロリダ・パワー&ライトがシャープスで石油焚き発電所を運転しており、発電量は800メガワットで、郡内の電力需要の大半を賄っている。2008年には、2013年を目処により効率的な天然ガス燃焼発電所に置き換えると発表した。発電能力は1,250メガワットであり、25万の世帯と事業の需要を賄うことができる。上記発電所の近くにインディアン川発電所もあり、以前はオーランド公共事業委員会が所有していたが、現在はRRIエナジーが所有、運転している。
フロリダ都市ガスが郡内に天然ガスを供給している。

### 通信
郡内大半の電話市外局番は「321」であり、ロケットのカウントダウンと同じである。

### ゴミ処理
郡政府はゴミ処理のために幾つか埋め立て地を運営している。ココア市には広さ190エーカーの (77 ha) の埋め立て場がある。2011年、平均的な家屋所有者は埋め立て場維持のために年間57米ドルを支払った。自治体と郡はそれぞれゴミ収集業者と契約しており、その費用も家屋所有者が支払っている。
2013年、郡は州道192号線の北、オセオラ郡との郡境近く、州間高速道路95号線の西8.5マイル (14 km) に、新しい埋め立て地を1億ドル掛けて造るという計画がある。そのための湿地改良に390万米ドルの契約を発注することは認められた。
2013年、郡は初めて、ゴミ処理のために7年間にわたる契約を入札にした。その総額は10億ドルになると予測され、単一契約としては最大である。入札があるのは20年ぶりである。過去には、ウェイスト・マネジメント社が、郡のみならず16自治体の9つとの契約を請け負っていた。ウェイストプロ社が5自治体の処理を請け負っている。またロックリッジ市とタイタスビル市は独自のゴミ処理サービスを行っている。

## メディア

### 新聞
「フロリダ・トゥデイ」が郡内の主要日刊紙である。メディア・コングロマリットのガネットが所有している。月刊紙「エル・プラエロ」はスペイン語住民のために発行されている。週刊紙の「スペースコースト・フロリダ・ウィークリー」と「ホームタウン・ニューズ」は無料紙であり、広告で収入を得ている。
「ブレバード・テクニカル・ジャーナル」は経営管理、工学、購買、製造、人材のための月間産業誌である。

### テレビ
郡内の大半はブライトハウス・ネットワークからケーブルテレビの配信を受けている。コムキャストも郡南部に配信している。

### 大衆文化の中で
下記の映画はブレバード郡で撮影された。
- マチネ（1993年）、ココアビレッジとココアプレイハウスで撮影
- アポロ13（1995年）、コンタクト（1997年）、アルマゲドン（1998年）、007 ムーンレイカー（1979年）、これらは全てケープ・カナベラルとケネディ宇宙センターの施設を使って撮影された
- マイ・ルーム（1996年）、ロックリッジで撮影
- ナイトメア（1981年）、メリットアイランド、ココア、ココアビーチ、タイタスビルで撮影
- 天国の夜（1983年）、タイタスビルで撮影
- 太陽の陰（2001年）、独立系のアリソン・アンダーズとカート・ボスが制作、アンダーズはココアビーチ、ケープ・カナベラルで育った
- スペース カウボーイ（2000年）
- ジョーズ3（1983年）の一部、ミニットマン・コーズウェイで撮影
- ナンバー23（2007年）、ココアビーチの海岸で撮影
- あなたを信じよう（2007年）

テレビ番組
- The Cape、13回分（1996年-1997年）
- フロム・ジ・アース/人類、月に立つ、ミニシリーズ（1998年）
- かわいい魔女ジニー、1960年代のコメディ番組、ココアビーチとケープ・カナベラルが舞台だが、撮影はカリフォルニア州

## 芸術と文化
マクスウェル・C・キング芸能センターは客席数2,000であり、地元制作のブロードウェイショー、バレー、交響楽演奏を行っている。毎週幾つかの公演がある。
ブレバード・シンフォニー・オーケストラとスペースコースト・バレーがプロの団体である。スペースコースト・ポップスや、メルボルンの地域楽団もある。
ブレバード動物園は広さ56エーカー (23 ha) の施設である。カナベラル・グローブズの保護地2エーカー (0.81 ha) には、合計51頭のトラ、クーガー、ライオン、ヒョウがいる。
バレー
スペースコースト・バレーは毎年くるみ割り人形を公演している。
博物館など
スペースコーストには、ケネディ宇宙センター観光案内所や空軍スペース&ミサイル博物館でのロケット展示から、アメリカ警官の殿堂博物館といったユニークなものまで多くの博物館がある。
ケネディ宇宙センター観光案内所ではアメリカの宇宙開発計画による業績を見学できる。発射台39号近くの展望ガントリーからはスペースシャトルの発射台、宇宙船組み立て工場、ロケットを発射台に牽いてくる道路が見られる。アポロ/サターンVセンターではこれまで発射された中での最大のロケットが見られる。
タイタスビルにあるUSスペースウォーク・オブ・フェイムは博物館と記念碑で有人宇宙開発計画の歴史を記念している。
ブレバード歴史・自然科学博物館では北アメリカ大陸で発見された最古の人類である「ワインドオーバー人」の骨を展示している。またワインドオーバー穴居を再現している。観客はインディアンが如何に生活したか、フロリダの開拓者が如何に生きていったかを見ることができる。
オナー・アメリカがリバティベル記念博物館を運営している。ここには自由の鐘の複製、歴史文献、愛国者の記念品が展示されている。ハリー・T・アンド・ハリエット・V・ムーア記念公園文化センターでは公民権運動の年譜や、その家が爆破されて死んだ公民権運動家ハリー・Tとハリエット・Vのムーア夫妻に関する逸話が見られる。

### 政府関連
- Brevard County Government / Board of County Commissioners
- Brevard County Supervisor of Elections
- Brevard County Property Appraiser
- Brevard County Sheriff's Office
- Brevard County Parks and Recreation
- South Central Regional Water Reclamation Facility

### 特殊地区
Special districts
- St. Johns River Water Management District

### 司法関連
- Brevard County Clerk of Courts
- Brevard County Public Defender
- Office of the State Attorney, 18th Judicial Circuit serving Brevard and Seminole Counties
- Circuit and County Court for the 18th Judicial Circuit of Florida

### その他
- Florida Today "Fact Book" on Brevard County
- USF Maps of Historical Brevard County
- Old Florida Map Collection
- North Brevard - Titusville, Florida - Community Directory
- Searchable Database of Brevard County Property Records
- Space Coast Wiki - a community wiki for Brevard County
- General business statistics

座標: 北緯28度18分 西経80度42分 / 北緯28.30度 西経80.70度